# J1 League 2023
La J1 League 2023, nota come Meiji Yasuda J1 League 2023 per ragioni di sponsorizzazione, è stata la trentunesima edizione della massima serie del campionato giapponese. Il campionato è iniziato il 17 febbraio e si è concluso il 3 dicembre 2023.
Lo Yokohama F·Marinos era la squadra campione in carica, avendo vinto il titolo per la quinta volta nella sua storia nella precedente edizione. Il campionato è stato vinto per la prima volta dal Vissel Kōbe con una giornata d'anticipo.

## Stagione

### Novità
Al termine della J1 League 2022 sono state retrocesse in J2 League lo Shimizu S-Pulse e il Júbilo Iwata, avendo concluso il campionato agli ultimi due posti in classifica. Dalla J2 League 2022 sono state promosse in J1 League l'Albirex Niigata e lo Yokohama FC, prime due classificate al termine del campionato.

### Formula
Le 18 squadre si affrontano in un girone all'italiana con partite di andata e ritorno, per un totale di 34 giornate. La squadra prima classificata è dichiarata Campione del Giappone e viene ammessa alla fase a gironi della AFC Champions League 2024. Anche la seconda in classifica viene ammessa alla fase a gironi della AFC Champions League 2024, mentre la terza classificata viene ammessa solo alla fase play-off del torneo.
Vista la decisione della J.League di allargare l'organico della J1 League a 20 squadre a partire dalla stagione 2024 per uniformare il numero di squadre partecipanti alle prime tre serie, il numero di retrocessioni dalla J1 League nella stagione 2023 è stato ridotto a uno, ossia l'ultima classificata.

## Squadre partecipanti
| Club                       | Città     | Stadio                            | Stagione precedente    |
| -------------------------- | --------- | --------------------------------- | ---------------------- |
| Albirex Niigata            | Niigata   | Stadio Niigata                    | 1º posto in J2 League  |
| Avispa Fukuoka             | Fukuoka   | Hakatanomori Stadium              | 14º posto in J1 League |
| Cerezo Osaka               | Osaka     | Stadio Nagai                      | 5º posto in J1 League  |
| Gamba Osaka                | Suita     | Panasonic Stadium Suita           | 15º posto in J1 League |
| Hokkaido Consadole Sapporo | Sapporo   | Sapporo Dome                      | 10º posto in J1 League |
| Kashima Antlers            | Kashima   | Kashima Soccer Stadium            | 4º posto in J1 League  |
| Kashiwa Reysol             | Kashiwa   | Sankyo Frontier Kashiwa Stadium   | 7º posto in J1 League  |
| Kawasaki Frontale          | Kawasaki  | Todoroki Athletics Stadium        | 2º posto in J1 League  |
| Kyoto Sanga                | Kyoto     | Sanga Stadium by Kyocera          | 16º posto in J1 League |
| Nagoya Grampus             | Nagoya    | Stadio Toyota                     | 8º posto in J1 League  |
| Sagan Tosu                 | Tosu      | Best Amenity Stadium              | 11º posto in J1 League |
| Sanfrecce Hiroshima        | Hiroshima | Hiroshima Big Arch                | 3º posto in J1 League  |
| Shonan Bellmare            | Hiratsuka | Shonan BMW Stadium Hiratsuka      | 12º posto in J1 League |
| Tokyo                      | Tokyo     | Tokyo Stadium                     | 6º posto in J1 League  |
| Urawa Red Diamonds         | Saitama   | Saitama Stadium 2002              | 9º posto in J1 League  |
| Vissel Kobe                | Kōbe      | Stadio del Parco Misaki           | 13º posto in J1 League |
| Yokohama F·Marinos         | Yokohama  | Stadio internazionale di Yokohama | 1º posto in J1 League  |
| Yokohama FC                | Yokohama  | Mitsuzawa Stadium                 | 2º posto in J2 League  |

## Classifica finale
Fonte: sito ufficiale.
|  | Pos. | Squadra             | Pt | G  | V  | N  | P  | GF | GS | DR  |
|  | ---- | ------------------- | -- | -- | -- | -- | -- | -- | -- | --- |
|  | 1.   | Vissel Kōbe         | 71 | 34 | 21 | 8  | 5  | 60 | 29 | +31 |
|  | 2.   | Yokohama F·Marinos  | 64 | 34 | 19 | 7  | 8  | 63 | 40 | +23 |
|  | 3.   | Sanfrecce Hiroshima | 58 | 34 | 17 | 7  | 10 | 42 | 28 | +14 |
|  | 4.   | Urawa Reds          | 57 | 34 | 15 | 12 | 7  | 42 | 27 | +15 |
|  | 5.   | Kashima Antlers     | 52 | 34 | 14 | 10 | 10 | 43 | 34 | +9  |
|  | 6.   | Nagoya Grampus      | 52 | 34 | 14 | 10 | 10 | 41 | 36 | +5  |
|  | 7.   | Avispa Fukuoka      | 51 | 34 | 15 | 6  | 13 | 37 | 43 | -6  |
|  | 8.   | Kawasaki Frontale   | 50 | 34 | 14 | 8  | 12 | 51 | 45 | +6  |
|  | 9.   | Cerezo Osaka        | 49 | 34 | 15 | 4  | 15 | 39 | 34 | +5  |
|  | 10.  | Albirex Niigata     | 45 | 34 | 11 | 12 | 11 | 36 | 40 | -4  |
|  | 11.  | FC Tokyo            | 43 | 34 | 12 | 7  | 15 | 42 | 46 | -4  |
|  | 12.  | Consadole Sapporo   | 40 | 34 | 10 | 10 | 14 | 56 | 61 | -5  |
|  | 13.  | Kyoto Sanga         | 40 | 34 | 12 | 4  | 18 | 40 | 45 | -5  |
|  | 14.  | Sagan Tosu          | 38 | 34 | 9  | 11 | 14 | 43 | 47 | -4  |
|  | 15.  | Shonan Bellmare     | 34 | 34 | 8  | 10 | 16 | 40 | 56 | -16 |
|  | 16.  | Gamba Osaka         | 34 | 34 | 9  | 7  | 18 | 38 | 61 | -23 |
|  | 17.  | Kashiwa Reysol      | 33 | 34 | 6  | 15 | 13 | 33 | 47 | -14 |
|  | 18.  | Yokohama FC         | 29 | 34 | 7  | 8  | 19 | 31 | 58 | -27 |

Legenda:
      Campione del Giappone e ammesso alla AFC Champions League 2024.
      ammessa alla AFC Champions League 2024.
      ammessa alle qualificazioni della AFC Champions League 2024.
      retrocessa in J2 League 2024.
Note:
Tre punti a vittoria, uno a pareggio, zero a sconfitta.
La classifica viene stilata secondo i seguenti criteri:
- Punti conquistati
- Differenza reti generale
- Reti totali realizzate
- Punti negli scontri diretti
- Differenza reti negli scontri diretti
- Reti realizzate negli scontri diretti
- Classifica fair-play
- Sorteggio

## Risultati
|                     | Alb  | Avi  | Cer  | Gam  | Hok  | KaA  | KaR  | Kaw  | Kyo  | Nag  | Sag  | San  | Sho  | FTo  | Ura  | Vis  | YFM  | YFC  |
| ------------------- | ---- | ---- | ---- | ---- | ---- | ---- | ---- | ---- | ---- | ---- | ---- | ---- | ---- | ---- | ---- | ---- | ---- | ---- |
| Albirex Niigata     | –––– | 3-2  | 1-0  | 1-3  | 2-2  | 0-2  | 0-0  | 1-0  | 1-3  | 1-3  | 1-1  | 2-0  | 2-2  | 0-0  | 1-1  | 0-1  | 2-1  | 3-1  |
| Avispa Fukuoka      | 0-1  | –––– | 2-1  | 1-2  | 2-1  | 0-0  | 1-0  | 1-3  | 2-1  | 1-0  | 0-0  | 0-1  | 2-1  | 1-0  | 0-0  | 0-3  | 0-4  | 2-0  |
| Cerezo Osaka        | 2-2  | 0-1  | –––– | 1-0  | 2-3  | 0-1  | 1-0  | 3-0  | 0-1  | 3-1  | 2-1  | 0-1  | 0-2  | 0-1  | 2-0  | 2-1  | 2-1  | 2-0  |
| Gamba Osaka         | 1-1  | 1-2  | 1-2  | –––– | 2-2  | 2-1  | 3-1  | 2-0  | 1-0  | 0-1  | 1-1  | 1-2  | 2-1  | 3-1  | 1-3  | 0-1  | 0-2  | 1-1  |
| Hokkaido Consadole  | 0-1  | 2-2  | 1-4  | 4-0  | –––– | 0-1  | 1-2  | 3-4  | 2-1  | 1-2  | 1-1  | 0-0  | 0-1  | 5-1  | 0-2  | 1-3  | 2-0  | 2-1  |
| Kashima Antlers     | 2-0  | 0-0  | 1-0  | 4-0  | 3-0  | –––– | 1-1  | 1-2  | 0-0  | 2-0  | 2-1  | 1-2  | 1-0  | 1-1  | 0-0  | 1-5  | 1-2  | 2-1  |
| Kashiwa Reysol      | 0-0  | 1-3  | 1-1  | 2-2  | 4-5  | 1-0  | –––– | 1-1  | 1-1  | 0-3  | 2-2  | 0-0  | 1-1  | 1-1  | 0-3  | 1-1  | 2-0  | 0-1  |
| Kawasaki Frontale   | 2-3  | 4-2  | 0-0  | 3-4  | 2-2  | 3-0  | 2-0  | –––– | 3-3  | 1-2  | 1-0  | 1-0  | 1-1  | 1-0  | 1-1  | 0-1  | 1-2  | 3-0  |
| Kyoto Sanga         | 0-1  | 2-0  | 0-1  | 2-1  | 3-0  | 0-2  | 0-1  | 0-1  | –––– | 2-1  | 2-3  | 1-0  | 0-1  | 2-0  | 0-2  | 0-3  | 3-1  | 2-1  |
| Nagoya Grampus      | 1-0  | 2-1  | 3-1  | 1-0  | 1-1  | 1-0  | 1-1  | 2-0  | 1-0  | –––– | 1-1  | 2-1  | 2-2  | 0-0  | 0-0  | 2-2  | 2-2  | 1-1  |
| Sagan Tosu          | 2-0  | 0-1  | 2-1  | 1-1  | 1-1  | 2-2  | 1-1  | 0-1  | 3-2  | 1-0  | –––– | 0-2  | 1-5  | 1-0  | 1-2  | 0-1  | 1-3  | 1-3  |
| Sanfrecce Hiroshima | 1-2  | 3-1  | 0-0  | 3-0  | 0-0  | 1-1  | 1-0  | 3-2  | 3-1  | 3-1  | 1-0  | –––– | 1-0  | 1-2  | 2-1  | 2-0  | 0-1  | 1-1  |
| Shonan Bellmare     | 2-2  | 0-1  | 0-2  | 4-1  | 2-4  | 2-2  | 1-2  | 0-2  | 0-2  | 2-1  | 0-6  | 1-0  | –––– | 0-1  | 0-1  | 1-1  | 1-1  | 2-2  |
| Tokyo               | 2-1  | 1-2  | 1-2  | 3-0  | 1-3  | 1-3  | 1-0  | 2-1  | 2-0  | 2-0  | 3-2  | 1-2  | 2-2  | –––– | 2-0  | 2-2  | 2-3  | 3-1  |
| Urawa Reds          | 2-1  | 2-3  | 2-1  | 3-1  | 4-1  | 0-0  | 2-0  | 1-1  | 0-0  | 1-0  | 0-2  | 2-1  | 4-1  | 0-0  | –––– | 1-2  | 0-0  | 1-1  |
| Vissel Kobe         | 0-0  | 1-0  | 1-0  | 4-0  | 1-1  | 3-1  | 1-1  | 2-2  | 2-1  | 2-1  | 2-1  | 2-0  | 2-0  | 3-2  | 0-1  | –––– | 2-3  | 3-0  |
| Yokohama F·Marinos  | 0-0  | 2-0  | 2-0  | 2-1  | 4-1  | 2-1  | 4-3  | 0-1  | 4-1  | 1-1  | 1-1  | 1-1  | 4-1  | 2-1  | 2-0  | 0-2  | –––– | 5-0  |
| Yokohama FC         | 1-0  | 1-1  | 0-1  | 0-0  | 1-4  | 1-3  | 1-2  | 2-1  | 1-4  | 0-1  | 1-2  | 0-3  | 0-1  | 1-0  | 0-0  | 2-0  | 4-1  | –––– |

## Statistiche

### Classifica marcatori
Fonte: Sito ufficiale.
| Gol |  |  | Giocatore       | Squadra            |
| --- |  |  | --------------- | ------------------ |
| 22  |  |  | Anderson Lopes  | Yokohama F·Marinos |
| 22  |  |  | Yūya Ōsako      | Vissel Kobe        |
| 16  |  |  | Kasper Junker   | Nagoya Grampus     |
| 15  |  |  | Diego Oliveira  | FC Tokyo           |
| 14  |  |  | Yūma Suzuki     | Kashima Antlers    |
| 14  |  |  | Mao Hosoya      | Kashiwa Reysol     |
| 13  |  |  | Yūki Ōhashi     | Shonan Bellmare    |
| 12  |  |  | Yūya Asano      | Hokkaido Consadole |
| 12  |  |  | Léo Ceará       | Cerezo Osaka       |
| 10  |  |  | Patric          | Kyoto Sanga        |
| 10  |  |  | Yūta Toyokawa   | Kyoto Sanga        |
| 10  |  |  | Yoshinori Mutō  | Vissel Kobe        |
| 10  |  |  | Yūya Yamagishi  | Avispa Fukuoka     |
| 10  |  |  | Yōichi Naganuma | Sagan Tosu         |
| 9   |  |  | Yasuto Wakizaka | Kawasaki Frontale  |
| 9   |  |  | Élber           | Yokohama F·Marinos |
| 9   |  |  | Shūto Machino   | Shonan Bellmare    |
| 9   |  |  | Yūji Ono        | Sagan Tosu         |